# 算法导论
《算法导论》（英語：Introduction to Algorithms）是基础算法方面最权威、最详细的著作之一，在很多国际著名大学被用于算法课的教材。诸多算法方面的论文将其列入参考文献当中。
该书详细的介绍了诸多常见的算法及数据结构，并用严谨的证明来论证其正确性。每个章节均有例题，适合学习者深入理解。第一版刊行于1990年，2009年最新版为第三版。在许多国家常常以作者姓名首个英文字母被称为CLRS（第一版则简称为CLR）。